# 6244 Okamoto
6244 Okamoto este un asteroid din centura principală de asteroizi.

## Descriere
6244 Okamoto este un asteroid din centura principală de asteroizi. A fost descoperit pe 20 august 1990 la Geisei de Tsutomu Seki. El prezintă o orbită caracterizată de o semiaxă mare de 2,16 ua, o excentricitate de 0,15 și o înclinație de 5,4° în raport cu ecliptica.